# Jane Heap
Jane Heap (1er novembre 1883 - 18 juin 1964) est une éditrice américaine, liée au développement à la promotion de la littérature moderniste. Avec Margaret Anderson, sa partenaire et amie, elle a édité le magazine The Little Review qui a publié une importante collection d'écrivains américains, anglais et irlandais entre 1914 et 1929.

## Biographie
Née à Topeka au Kansas, elle se rend à Chicago où elle travaille à l'Art Institute of Chicago, en continuant ses études puis enseigne au Lewis Institute. C'est là qu'elle fait la rencontre en 1908 de Florence Reynolds, fille d'un homme d'affaires de Chicago. En 1910 elles voyagent ensemble en Allemagne. En 1912, elle fonde un théâtre d'avant-garde à Chicago. En 1915, elle fait la rencontre de Margaret Anderson qui partagera sa vie plusieurs années.
En 1930, Jane devient la compagne du fondateur de la revue Vogue.

## The Little Review
Elle devient co-éditrice avec Margaret Anderson de la revue The Little Review en 1916, qui déménage à New York en 1917. Elle signe ses articles uniquement de ses initiales, mais a une force de travail importante et une forte influence sur le contenu de la revue, qui publie de nombreux écrivains influents de l'époque et a un rôle majeur dans le modernisme en littérature dans les années 1920. Parmi les contributeurs réguliers figurent Sherwood Anderson, Ezra Pound, T. S. Eliot, et William Carlos Williams.

## Gurdjieff
Jane Heap fait la connaissance de Georges Gurdjieff durant sa visite à New York en 1924. Elle est tellement impressionnée par sa philosophie qu'elle installe un groupe de travail dans son appartement à Greenwich Village. En 1925 elle se rend à Paris pour étudier dans l'institut de développement personnel de Gurdjieff, ou s'était rendu Margaret Anderson l'année précédente pour suivre sa nouvelle amie la soprano Georgette Leblanc. Bien qu'elles soient à présent séparées, Heap et Anderson continuent à travailler ensemble en tant que co-éditrices de The Little Review, jusqu'à ce qu'elles décident de fermer le magazine en 1929.